# Албервил
Албервил (фр. Albertville) је насељено место у Француској у региону Рона-Алпи, у департману Савоја.
У Албервилу су одржане Зимске олимпијске игре 1992.
По подацима из 2011. године у општини је живело 18.832 становника, а густина насељености је износила 1073,66 становника/km².

## Демографија
| 1962.  | 1968.  | 1975.  | 1982.  | 1990.  | 2011.  |
| ------ | ------ | ------ | ------ | ------ | ------ |
| 12.159 | 15.739 | 16.961 | 16.970 | 17.411 | 18.832 |